# Зосима Соловецки
Зосима Соловецки († 17. априла 1478) - један од оснивача Соловецког манастира; светитељ Руске православне цркве, поштован као светитељ, помен 17 (30) априла и 8 (21) августа.

## Биографија
Рођен је у Новгородској Републици, у селу Толвуја (према другим верзијама у Шунги) , на обали Оњешког језера. Бежећи ка мору, на ушћу реке Суме, срео се са монахом Германом, који је раније живео са монасом Саватијем на Соловецком острву. Стигавши на ово острво 1436. године изградили су себи ћелију од брвана. Житија описују битку коју су демони подигли против Зосиме, јављајући му се у виду змија, гуштера и шкорпиона. Убрзо су почели да хрле ученици Зосима (монах Теодосије и рибар Марко, који је узео име Макарије), који је саградио цркву Преображења Господњег. Тада је браћи био потребан антимензион за храм, који су тражили од архиепископа Јоне. Тако су се око Зосиме окупила 22 брата, који су кували со и пецали. Најпре је игуман манастира био Павле, постављен од архиепископа, затим Теодосије, а тек по њиховом одласку братија је за игумана изабрала Зосима, коју је потврдио архиепископ Јона. У лето су братију изнервирали комарци, при чему је црква у изградњи изгорела. Међутим, Зосима је то сматрао не божанским знаком, већ интригама ђавола и наредио је да се настави изградња Успенске цркве и трпезарије. У манастиру је усвојено Јерусалимско правило.
Године 1465. монах Зосима је пренео мошти монаха Саватија из реке Виг у свој манастир. О пословима манастира Зосима је морао да се залаже у Новгороду, укључујући и пред чувеном Мартом посадницом. Примила га је у своју кућу и дала манастиру повељу о правима на три острва Соловецки, Анзер и Муксома. Касније се појавило мишљење да овај документ није могла да изда Марта, већ да је касни фалсификат Соловецких монаха.
Зосима је умро  1478. године; а канонизован је од стране црквеног сабора 1547. а истовремено му је написана служба. Његове мошти су 8 (18) августа 1566. године пренете у капелу саборне цркве, посвећену Светом Зосими и Саватију. Житије светих Зосиме и Саватија написао је соловчки игуман Доситеј, делом из сопствених сећања, делом из прича монаха Германа; Кијевски митрополит Спиридон дао јој је књижевну обраду 1503. године, и у овом облику је скоро без измена ушао у састав штампаног Менаиона; објављено у „Православном саговорнику” 1859, књ. II.
Током Соловецког устанка 1657-1676, међу староверцима је постало широко распрострањено поштовање монаха Зосиме и Саватија .